# Корейские цветочные композиции
Корейская цветочная композиция возродилась как закрытое искусство, и чаще всего используется в фарфорово-фаянсовых изделиях династии Чосон, чтобы подчеркнуть в корейских цветах и деревьях элегантность и непринужденность природных механизмов. Женский университет в Сеуле Im Wah-Kong of Ewha, который также производит собственные керамические изделия, является величайшим существующим представителем этого искусства, и ежеквартально устраивает выставки цветочных композиции для поддержания этой традиции. Также существует, по крайней мере, дюжина школ обучающих традиционной корейской цветочной композиций.

## Введение
Создание цветочных композиций было тесно связано с развитием Корейской Чайной Церемонии
и были сделаны предположения, что они часто украшали маленькие столы по центру вазой с небольшим букетиком местных цветов. Особенно популярны были веточки цветов груши, а в течение зимы веточки вечнозеленых деревьев, которые имеют повышенную морозоустойчивость, или выглядят особенно элегантно в фарфорово-фаянсовой вазе.
Так же использовались листья, цветы, папоротники, травы.
Композиции в основном создавались женщинами в чайных домах, и в больших домах, но конфуцианские мужские мастера также могут это сделать.

## История
О Цветочном искусстве, как об отдельном искусстве, не было упоминаний до 14 века. Выполненные для алтарей букеты цветов для Буддистских храмов были предшественниками данного искусства. Но это было при Конфуцианском времени, в Чосон времена династии ИЙ, композиции стали известными и популярными, а также изображались вместе с артистами того времени.

## Основные школы Корейской цветочной композиции
- школа острова Чеджу
- школы Сеула
- школы Пусана
- Горные школы
- Дворцовая Школа
- школа чайной церемонии Чонджу — based in Jeonju with a frequent use of pine, and flowering blossoms of pear;
- школа Ва-Конг Хой — основана в Сеуле, и представляет работы мадам Ва-Конг и её отношение к искусству в виде работы из керамики, сделанных своими руками в традиционном конфуцианском стиле;
- школы Пхеньян — традиционная цветочное искусство является важной частью северокорейской культуры.

## Упоминания
«Цветочное искусство Востока» в трех томах «Цветочное искусство Востока 100» в четырех томах, автор Im Wha-Kong, Сеул, 1995?